# Mount Dromedary
Mount Dromedary ist ein 2400 m hoher Berg im ostantarktischen Viktorialand. In der Royal Society Range ragt er rund 6,5 Kilometer östlich des Mount Kempe auf. An seiner Ostflanke liegt der Dromedary-Gletscher.
Kartografiert wurde er bereits im Rahmen der Discovery-Expedition (1901–1904), doch erst bei der Terra-Nova-Expedition (1910–1913) erfolgte die Benennung in Anlehnung an sein Erscheinungsbild, das an den Höcker eines Dromedars (englisch dromedary) erinnert. 